# Sculptures de la façade du palais provincial de Liège

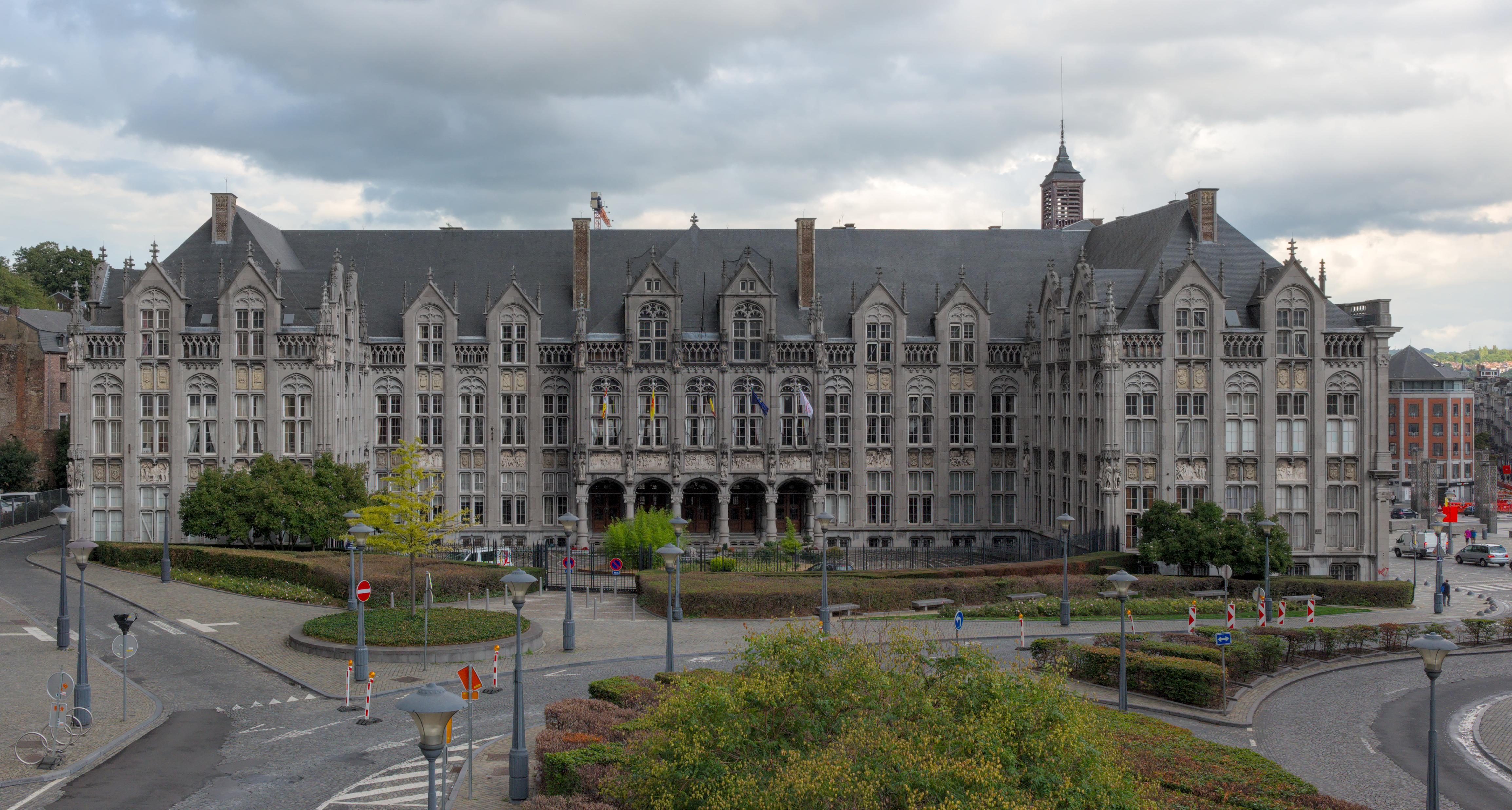
Façade du palais provincial.

Les sculptures de la façade du palais provincial de Liège sont des statues et bas-reliefs représentant des personnages et évènements marquants de la ville de Liège.

## Historique

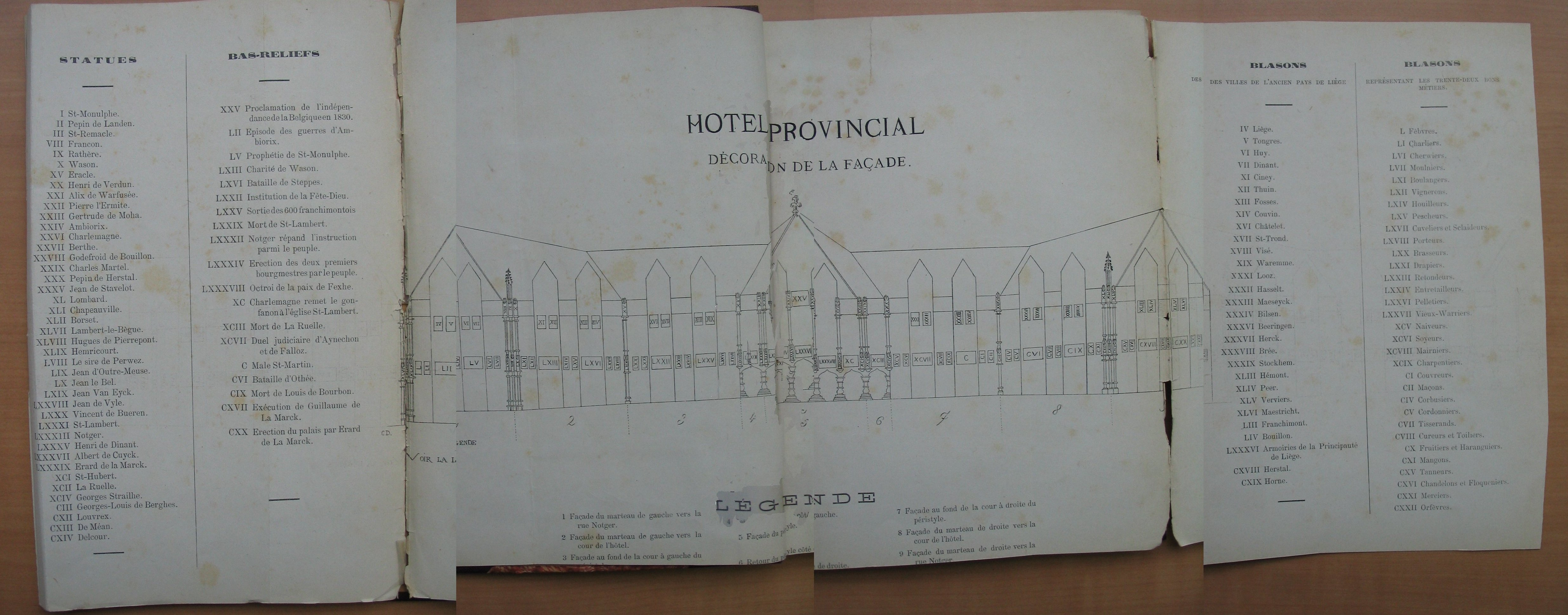
Plan de la façade du palais par Charles de Luesemans.

Situé sur le square Notger, le palais néogothique adossé au palais des Princes-Évêques est construit par Jean-Charles Delsaux pour abriter l'administration de la Province de Liège sans bâtiment depuis l'incendie du couvent des Bons-Enfants en 1845. Le roi Léopold Ier pose la première pierre du palais en 1849, celui-ci est achevé en 1853.
La décoration de la façade ouest du palais est envisagée dès le départ mais celle-ci ne fut réalisée que près de 30 ans plus tard pour des raisons financières.
La façade ne comporte pas moins de 42 statues, 19 bas-reliefs représentant des personnages et faits marquants de l'histoire de Liège, 29 blasons représentant les villes de la Principauté de Liège et les 32 blasons des Corporations de Liège. Ces œuvres sont réalisées par 12 sculpteurs sous la conduite de Lambert Noppius. Parmi les sculpteurs, on trouve Jules Halkin, Léon Mignon, Mathieu et Alphonse de Tombay…

## Sculptures
Les 122 sculptures sont réparties tout le long de la façade sur deux étages. La liste ci-dessous reprend la numérotation du plan de Charles de Luesemans dans son ouvrage Ornementations de la façade du Palais des Princes-Évêques de Liège, 1878. Elle débute par le no I situé à gauche du 2e étage jusqu'au no XLVI de la même rangée et repart sur le 1er étage à gauche par le no XLVII jusqu'au no CXXII situé à l'opposé.
| Numéro   | Type            | Représentation                                         | Auteur                  | Emplacement | Étage     | Notes     | Image |
| -------- | --------------- | ------------------------------------------------------ | ----------------------- | --- | --------- | --------- | ----- |
| I        | Statue          | Saint Monulphe                                         |                         | Coin gauche de la façade du marteau de gauche vers la rue Notger                                                        | 2e étage  | À gauche  |       |
| II       | Statue          | Pépin de Landen                                        | Noppius, Léopold        | Coin gauche de la façade du marteau de gauche vers la rue Notger                                                        | 2e étage  | À gauche  |       |
| III      | Statue          | Saint Remacle                                          | Noppius, Léopold        | Coin gauche de la façade du marteau de gauche vers la rue Notger                                                        | 2e étage  | À droite  |       |
| IV       | Blason de ville | Liège                                                  |                         | Façade du marteau de gauche vers la rue Notger                                                                          | 2e étage  |           |       |
| V        | Blason de ville | Tongres                                                |                         | Façade du marteau de gauche vers la rue Notger                                                                          | 2e étage  |           |       |
| VI       | Blason de ville | Huy                                                    |                         | Façade du marteau de gauche vers la rue Notger                                                                          | 2e étage  |           |       |
| VII      | Blason de ville | Dinant                                                 |                         | Façade du marteau de gauche vers la rue Notger                                                                          | 2e étage  |           |       |
| VIII     | Statue          | Francon                                                | Halkin, Jules           | Coin de la façade du marteau de gauche vers la rue Notger et de la façade du marteau de gauche vers la cour de l'hôtel  | 2e étage  | À gauche  |       |
| IX       | Statue          | Rathère                                                | Halkin, Jules           | Coin de la façade du marteau de gauche vers la rue Notger et de la façade du marteau de gauche vers la cour de l'hôtel  | 2e étage  | Au centre |       |
| X        | Statue          | Wazon                                                  | Decoux, Joseph          | Coin de la façade du marteau de gauche vers la rue Notger et de la façade du marteau de gauche vers la cour de l'hôtel  | 2e étage  | À droite  |       |
| XI       | Blason de ville | Ciney                                                  |                         | Façade du marteau de gauche vers la cour de l'hôtel                                                                     | 2e étage  |           |       |
| XII      | Blason de ville | Thuin                                                  |                         | Façade du marteau de gauche vers la cour de l'hôtel                                                                     | 2e étage  |           |       |
| XIII     | Blason de ville | Fosses                                                 |                         | Façade du marteau de gauche vers la cour de l'hôtel                                                                     | 2e étage  |           |       |
| XIV      | Blason de ville | Couvin                                                 |                         | Façade du marteau de gauche vers la cour de l'hôtel                                                                     | 2e étage  |           |       |
| XV       | Statue          | Éracle                                                 | Decoux, Joseph          | Coin de la façade du marteau de gauche vers la cour de l'hôtel et de la façade au fond de la cour à gauche du péristyle | 2e étage  |           |       |
| XVI      | Blason de ville | Châtelet                                               |                         | Façade au fond de la cour à gauche du péristyle                                                                         | 2e étage  |           |       |
| XVII     | Blason de ville | Saint-Trond                                            |                         | Façade au fond de la cour à gauche du péristyle                                                                         | 2e étage  |           |       |
| XVIII    | Blason de ville | Visé                                                   |                         | Façade au fond de la cour à gauche du péristyle                                                                         | 2e étage  |           |       |
| XIX      | Blason de ville | Waremme                                                |                         | Façade au fond de la cour à gauche du péristyle                                                                         | 2e étage  |           |       |
| XX       | Statue          | Henri de Verdun                                        | Tombay (de), Alphonse   | Coin de la façade au fond de la cour à gauche du péristyle et du retour côté gauche du péristyle                        | 2e étage  |           |       |
| XXI      | Statue          | Alix de Warfusée                                       | Tombay (de), Alphonse   | Coin du retour côté gauche du péristyle et de la façade du péristyle                                                    | 2e étage  |           |       |
| XXII     | Statue          | Pierre l'Ermite                                        | Laumans, Jean André     | Coin du retour côté gauche du péristyle et de la façade du péristyle                                                    | 2e étage  |           |       |
| XXIII    | Statue          | Gertrude de Moha                                       | Laumans, Jean André     | Façade du péristyle | 2e étage  |           |       |
| XXIV     | Statue          | Ambiorix                                               | Desenfans, Albert       | Façade du péristyle | 2e étage  |           |       |
| XXV      | Bas-relief      | Proclamation de l'indépendance de la Belgique en 1830  |                         | Façade du péristyle | 2e étage  |           |       |
| XXVI     | Statue          | Charlemagne                                            | Desenfans, Albert       | Façade du péristyle | 2e étage  |           |       |
| XXVII    | Statue          | Berthe                                                 | Mignon, Léon            | Façade du péristyle | 2e étage  |           |       |
| XXVIII   | Statue          | Godefroid de Bouillon                                  | Mignon, Léon            | Coin de la façade du péristyle et du retour côté droit du péristyle                                                     | 2e étage  |           |       |
| XXIX     | Statue          | Charles Martel                                         | Van de Kerkhof, Antoine | Coin de la façade du péristyle et du retour côté droit du péristyle                                                     | 2e étage  |           |       |
| XXX      | Statue          | Pépin de Herstal                                       | Van de Kerkhof, Antoine | Coin du retour côté droit du péristyle et de la façade au fond de la cour à droite du péristyle                         | 2e étage  |           |       |
| XXXI     | Blason de ville | Looz                                                   |                         | Façade au fond de la cour à droite du péristyle                                                                         | 2e étage  |           |       |
| XXXII    | Blason de ville | Hasselt                                                |                         | Façade au fond de la cour à droite du péristyle                                                                         | 2e étage  |           |       |
| XXXIII   | Blason de ville | Maaseik                                                |                         | Façade au fond de la cour à droite du péristyle                                                                         | 2e étage  |           |       |
| XXXIV    | Blason de ville | Bilzen                                                 |                         | Façade au fond de la cour à droite du péristyle                                                                         | 2e étage  |           |       |
| XXXV     | Statue          | Gérard de Groesbeek                                    | Tombay (de), Mathieu    | Coin de la façade au fond de la cour à droite du péristyle et de la façade du marteau de droite vers la cour de l'hôtel | 2e étage  |           |       |
| XXXVI    | Blason de ville | Beringen                                               |                         | Façade du marteau de droite vers la cour de l'hôtel                                                                     | 2e étage  |           |       |
| XXXVII   | Blason de ville | Herck                                                  |                         | Façade du marteau de droite vers la cour de l'hôtel                                                                     | 2e étage  |           |       |
| XXXVIII  | Blason de ville | Brée                                                   |                         | Façade du marteau de droite vers la cour de l'hôtel                                                                     | 2e étage  |           |       |
| XXXIX    | Blason de ville | Stokkem                                                |                         | Façade du marteau de droite vers la cour de l'hôtel                                                                     | 2e étage  |           |       |
| XL       | Statue          | Lambert Lombard                                        | Tombay (de), Alexandre  | Coin de la façade du marteau de droite vers la cour de l'hôtel et de la façade du marteau de droite vers la rue Notger  | 2e étage  |           |       |
| XLI      | Statue          | Jean Chapeauville                                      | Tombay (de), Mathieu    | Coin de la façade du marteau de droite vers la cour de l'hôtel et de la façade du marteau de droite vers la rue Notger  | 2e étage  | À gauche  |       |
| XLII     | Statue          | François Borset                                        | Tombay (de), Mathieu    | Coin de la façade du marteau de droite vers la cour de l'hôtel et de la façade du marteau de droite vers la rue Notger  | 2e étage  | À droite  |       |
| XLIII    | Blason de ville | Hamont                                                 |                         | Façade du marteau de droite vers la rue Notger                                                                          | 2e étage  |           |       |
| XLIV     | Blason de ville | Peer                                                   |                         | Façade du marteau de droite vers la rue Notger                                                                          | 2e étage  |           |       |
| XLV      | Blason de ville | Verviers                                               |                         | Façade du marteau de droite vers la rue Notger                                                                          | 2e étage  |           |       |
| XLVI     | Blason de ville | Maastricht                                             |                         | Façade du marteau de droite vers la rue Notger                                                                          | 2e étage  |           |       |
| XLVII    | Statue          | Lambert-le-Bègue                                       | Noppius, Léopold        | Coin gauche de la façade du marteau de gauche vers la rue Notger                                                        | 1er étage | À gauche  |       |
| XLVIII   | Statue          | Hugues de Pierrepont                                   | Noppius, Léopold        | Coin gauche de la façade du marteau de gauche vers la rue Notger                                                        | 1er étage |           |       |
| XLIX     | Statue          | Jacques de Hemricourt                                  | Noppius, Léopold        | Coin gauche de la façade du marteau de gauche vers la rue Notger                                                        | 1er étage | À droite  |       |
| L        | Blason métier   | Fèbvres                                                |                         | Façade du marteau de gauche vers la rue Notger                                                                          | 1er étage | À gauche  |       |
| LI       | Blason métier   | Charliers                                              |                         | Façade du marteau de gauche vers la rue Notger                                                                          | 1er étage | À droite  |       |
| LII      | Bas-relief      | Épisode des guerres d'Ambiorix                         | Decoux, Michel          | Façade du marteau de gauche vers la rue Notger                                                                          | 1er étage |           |       |
| LIII     | Blason de ville | Franchimont                                            |                         | Façade du marteau de gauche vers la rue Notger                                                                          | 1er étage |           |       |
| LIV      | Blason de ville | Bouillon                                               |                         | Façade du marteau de gauche vers la rue Notger                                                                          | 1er étage |           |       |
| LV       | Bas-relief      | Prophétie de saint Monulphe                            | Tombay (de), Mathieu    | Façade du marteau de gauche vers la rue Notger                                                                          | 1er étage |           |       |
| LVI      | Blason métier   | Cherwiers                                              |                         | Façade du marteau de gauche vers la rue Notger                                                                          | 1er étage | À gauche  |       |
| LVII     | Blason métier   | Moulniers                                              |                         | Façade du marteau de gauche vers la rue Notger                                                                          | 1er étage | À droite  |       |
| LVIII    | Statue          | Le Sire de Perwez                                      | Tombay (de), Alphonse   | Coin de la façade du marteau de gauche vers la rue Notger et de la façade du marteau de gauche vers la cour de l'hôtel  | 1er étage | À gauche  |       |
| LIX      | Statue          | Jean d'Outremeuse                                      | Tombay (de), Alphonse   | Coin de la façade du marteau de gauche vers la rue Notger et de la façade du marteau de gauche vers la cour de l'hôtel  | 1er étage | Au centre |       |
| LX       | Statue          | Jean le Bel                                            | Tombay (de), Alphonse   | Coin de la façade du marteau de gauche vers la rue Notger et de la façade du marteau de gauche vers la cour de l'hôtel  | 1er étage | À droite  |       |
| LXI      | Blason métier   | Boulangers                                             |                         | Façade du marteau de gauche vers la cour de l'hôtel                                                                     | 1er étage | À gauche  |       |
| LXII     | Blason métier   | Vignerons                                              |                         | Façade du marteau de gauche vers la cour de l'hôtel                                                                     | 1er étage | À droite  |       |
| LXIII    | Bas-relief      | Charité de Wazon                                       | Tombay (de), Mathieu    | Façade du marteau de gauche vers la cour de l'hôtel                                                                     | 1er étage |           |       |
| LXIV     | Blason métier   | Houilleurs                                             |                         | Façade du marteau de gauche vers la cour de l'hôtel                                                                     | 1er étage | À gauche  |       |
| LXV      | Blason métier   | Pescheurs                                              |                         | Façade du marteau de gauche vers la cour de l'hôtel                                                                     | 1er étage | À droite  |       |
| LXVI     | Bas-relief      | Bataille de Steppes                                    | Mignon, Léon            | Façade du marteau de gauche vers la cour de l'hôtel                                                                     | 1er étage |           |       |
| LXVII    | Blason métier   | Cuveliers et Sclaideurs                                |                         | Façade du marteau de gauche vers la cour de l'hôtel                                                                     | 1er étage | À gauche  |       |
| LXVIII   | Blason métier   | Porteurs                                               |                         | Façade du marteau de gauche vers la cour de l'hôtel                                                                     | 1er étage | À droite  |       |
| LXIX     | Statue          | Jan Van Eyck                                           | Herman, Lambert         | Coin de la façade du marteau de gauche vers la rue Notger et de la façade du marteau de gauche vers la cour de l'hôtel  | 1er étage |           |       |
| LXX      | Blason métier   | Brasseurs                                              |                         | Façade au fond de la cour à gauche du péristyle                                                                         | 1er étage | À gauche  |       |
| LXXI     | Blason métier   | Drapiers                                               |                         | Façade au fond de la cour à gauche du péristyle                                                                         | 1er étage | À droite  |       |
| LXXII    | Bas-relief      | Institution de la Fête-Dieu                            | Mignon, Léon            | Façade au fond de la cour à gauche du péristyle                                                                         | 1er étage |           |       |
| LXXIII   | Blason métier   | Retondeurs                                             |                         | Façade au fond de la cour à gauche du péristyle                                                                         | 1er étage | À gauche  |       |
| LXXIV    | Blason métier   | Entretailleurs                                         |                         | Façade au fond de la cour à gauche du péristyle                                                                         | 1er étage | À droite  |       |
| LXXV     | Bas-relief      | Sortie des 600 franchimontois                          | Halkin, Jules           | Façade au fond de la cour à gauche du péristyle                                                                         | 1er étage |           |       |
| LXXVI    | Blason métier   | Pelletiers                                             |                         | Façade au fond de la cour à gauche du péristyle                                                                         | 1er étage |           |       |
| LXXVII   | Blason métier   | Vieux-warriers                                         |                         | Façade au fond de la cour à gauche du péristyle                                                                         | 1er étage |           |       |
| LXXVIII  | Statue          | Jean de Wilde                                          | Herman, Lambert         | Coin de la façade au fond de la cour à gauche du péristyle et du retour côté gauche du péristyle                        | 1er étage |           |       |
| LXXIX    | Bas-relief      | Mort de saint Lambert                                  | Halkin, Jules           | Retour côté gauche du péristyle                                                                                         | 1er étage |           |       |
| LXXX     | Statue          | Vincent de Bueren                                      | Tombay (de), Mathieu    | Coin du retour côté gauche du péristyle et de la façade du péristyle                                                    | 1er étage | À gauche  |       |
| LXXXI    | Statue          | Saint Lambert                                          | Tombay (de), Mathieu    | Coin du retour côté gauche du péristyle et de la façade du péristyle                                                    | 1er étage | À droite  |       |
| LXXXII   | Bas-relief      | Notger répand l'instruction parmi le peuple            | Halkin, Jules           | Façade du péristyle | 1er étage |           |       |
| LXXXIII  | Statue          | Notger                                                 | Decoux, Michel          | Façade du péristyle | 1er étage |           |       |
| LXXXIV   | Bas-relief      | Érection des deux premiers bourgmestres par le peuple  | Noppius, Léopold        | Façade du péristyle | 1er étage |           |       |
| LXXXV    | Statue          | Henri de Dinan                                         | Decoux, Michel          | Façade du péristyle | 1er étage |           |       |
| LXXXVI   | Blason de ville | Armoiries de la Principauté de Liège                   |                         | Façade du péristyle | 1er étage |           |       |
| LXXXVII  | Statue          | Albert de Cuyck                                        | Tombay (de), Alphonse   | Façade du péristyle | 1er étage |           |       |
| LXXXVIII | Bas-relief      | Octroi de la paix de Fexhe                             | Tombay (de), Alexandre  | Façade du péristyle | 1er étage |           |       |
| LXXXIX   | Statue          | Érard de La Marck                                      | Noppius, Léopold        | Façade du péristyle | 1er étage |           |       |
| XC       | Bas-relief      | Charlemagne remet le gonfanon à l'église Saint-Lambert | Noppius, Léopold        | Façade du péristyle | 1er étage |           |       |
| XCI      | Statue          | Saint Hubert                                           | Mignon, Léon            | Coin de la façade du péristyle et du retour côté droit du péristyle                                                     | 1er étage |           |       |
| XCII     | Statue          | François-Charles de Velbrück                           | Mignon, Léon            | Coin de la façade du péristyle et du retour côté droit du péristyle                                                     | 1er étage |           |       |
| XCIII    | Bas-relief      | Mort de Laruelle                                       | Van de Kerkhof, Antoine | Retour côté droit du péristyle                                                                                          | 1er étage |           |       |
| XCIV     | Statue          | Goswin de Strailhe                                     | Noppius, Léopold        | Coin du retour côté droit du péristyle et de la façade au fond de la cour à droite du péristyle                         | 1er étage |           |       |
| XCV      | Blason métier   | Naiveurs                                               |                         | Façade au fond de la cour à droite du péristyle                                                                         | 1er étage | À gauche  |       |
| XCVI     | Blason métier   | Soyeurs                                                |                         | Façade au fond de la cour à droite du péristyle                                                                         | 1er étage | À droite  |       |
| XCVII    | Bas-relief      | Duel judiciaire d'Aynechon et de Falloz                | Van de Kerkhof, Antoine | Façade au fond de la cour à droite du péristyle                                                                         | 1er étage |           |       |
| XCVIII   | Blason métier   | Mairniers                                              |                         | Façade au fond de la cour à droite du péristyle                                                                         | 1er étage | À gauche  |       |
| XCIX     | Blason métier   | Charpentiers                                           |                         | Façade au fond de la cour à droite du péristyle                                                                         | 1er étage | À droite  |       |
| C        | Bas-relief      | Male Saint-Martin                                      | Desenfans, Albert       | Façade au fond de la cour à droite du péristyle                                                                         | 1er étage |           |       |
| CI       | Blason métier   | Couvreurs                                              |                         | Façade au fond de la cour à droite du péristyle                                                                         | 1er étage | À gauche  |       |
| CII      | Blason métier   | Maçons                                                 |                         | Façade au fond de la cour à droite du péristyle                                                                         | 1er étage | À droite  |       |
| CIII     | Statue          | Georges-Louis de Berghes                               | Noppius, Léopold        | Coin de la façade au fond de la cour à droite du péristyle et de la façade du marteau de droite vers la cour de l'hôtel | 1er étage |           |       |
| CIV      | Blason métier   | Corbusiers                                             |                         | Façade du marteau de droite vers la cour de l'hôtel                                                                     | 1er étage | À gauche  |       |
| CV       | Blason métier   | Cordonniers                                            |                         | Façade du marteau de droite vers la cour de l'hôtel                                                                     | 1er étage | À droite  |       |
| CVI      | Bas-relief      | Bataille d'Othée                                       | Desenfans, Albert       | Façade du marteau de droite vers la cour de l'hôtel                                                                     | 1er étage |           |       |
| CVII     | Blason métier   | Tisserands                                             |                         | Façade du marteau de droite vers la cour de l'hôtel                                                                     | 1er étage | À gauche  |       |
| CVIII    | Blason métier   | Cureurs et Toiliers                                    |                         | Façade du marteau de droite vers la cour de l'hôtel                                                                     | 1er étage | À droite  |       |
| CIX      | Bas-relief      | Mort de Louis de Bourbon                               | Tombay (de), Alphonse   | Façade du marteau de droite vers la cour de l'hôtel                                                                     | 1er étage |           |       |
| CX       | Blason métier   | Fruitiers et Harengiers                                |                         | Façade du marteau de droite vers la cour de l'hôtel                                                                     | 1er étage | À gauche  |       |
| CXI      | Blason métier   | Mangons                                                |                         | Façade du marteau de droite vers la cour de l'hôtel                                                                     | 1er étage | À droite  |       |
| CXII     | Statue          | Mathias-Guillaume de Louvrex                           | Halkin, Jules           | Coin de la façade du marteau de droite vers la cour de l'hôtel et de la façade du marteau de droite vers la rue Notger  | 1er étage | À gauche  |       |
| CXIII    | Statue          | Charles de Méan                                        | Halkin, Jules           | Coin de la façade du marteau de droite vers la cour de l'hôtel et de la façade du marteau de droite vers la rue Notger  | 1er étage | Au centre |       |
| CXIV     | Statue          | Jean Del Cour                                          | Halkin, Jules           | Coin de la façade du marteau de droite vers la cour de l'hôtel et de la façade du marteau de droite vers la rue Notger  | 1er étage | À droite  |       |
| CXV      | Blason métier   | Tanneurs                                               |                         | Façade du marteau de droite vers la rue Notger                                                                          | 1er étage | À droite  |       |
| CXVI     | Blason métier   | Chandelons et Floqueniers                              |                         | Façade du marteau de droite vers la rue Notger                                                                          | 1er étage |           |       |
| CXVII    | Bas-relief      | Exécution de Guillaume de La Marck                     | Tombay (de), Alphonse   | Façade du marteau de droite vers la rue Notger                                                                          | 1er étage |           |       |
| CXVIII   | Blason de ville | Herstal                                                |                         | Façade du marteau de droite vers la rue Notger                                                                          | 1er étage |           |       |
| CXIX     | Blason de ville | Horne                                                  |                         | Façade du marteau de droite vers la rue Notger                                                                          | 1er étage |           |       |
| CXX      | Bas-relief      | Érection du palais par Érard de La Marck               | Laumans, Jean André     | Façade du marteau de droite vers la rue Notger                                                                          | 1er étage |           |       |
| CXXI     | Blason métier   | Merciers                                               |                         | Façade du marteau de droite vers la rue Notger                                                                          | 1er étage |           |       |
| CXXII    | Blason métier   | Orfèvres                                               |                         | Façade du marteau de droite vers la rue Notger                                                                          | 1er étage |           |       |